# Mabel's Married Life
Mabel's Married Life (br: Carlitos e Mabel se casam / pt: Charlot e o manequim) é um filme mudo de curta-metragem estadunidense de 1914, do gênero comédia, produzido por Mack Sennett para os Estúdios Keystone, dirigido e protagonizado por Charles Chaplin e Mabel Normand, que também foram os responsáveis pelo roteiro.

## Sinopse
Mabel vai para sua casa após ser humilhada e, ao invés do marido defendê-la, ele vai ao bar beber. Mabel compra um manequim para que seu marido pratique o boxe. Ao retornar para casa, o marido bêbado confunde o manequim com um assassino de mulheres, e luta com ele.

## Elenco
- Charles Chaplin .... marido de Mabel
- Mabel Normand .... Mabel
- Mack Swain .... Wellington
- Eva Nelson .... esposa de Wellington
- Hank Mann .... homem no bar
- Charles Murray .... homem no bar
- Harry McCoy .... homem no bar
- Wallace MacDonald .... entregador
- Al St. John .... entregador